# Multiplicadores de Lagrange

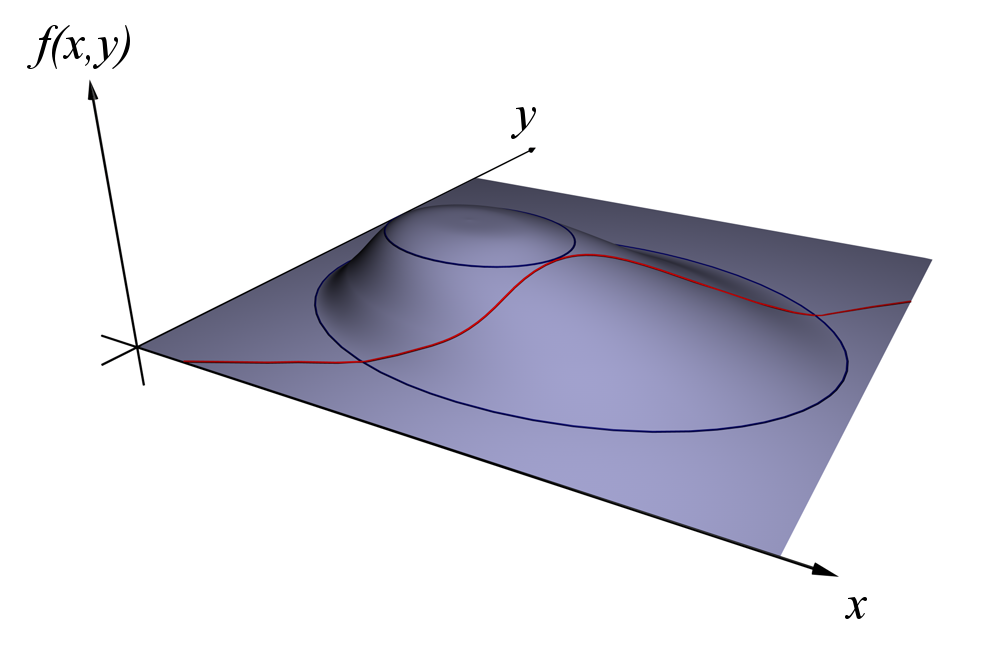
Figura 1: Encontrar e que maximizem sujeito a uma condição (a vermelho)

Figura 2: Curva de nível da Figura 1. A linha a vermelho indica a restrição As linhas azuis são os contornos de A solução ocorre no ponto em que as linhas vermelha e azul se tocam tangencialmente.

Em matemática, em problemas de otimização, o método dos multiplicadores de Lagrange permite encontrar extremos (máximos e mínimos) de uma função de uma ou mais variáveis suscetíveis a uma ou mais restrições.
Por exemplo (veja a figura 1 à direita), considere o problema de otimização
maximize {\displaystyle f(x,y),} ou seja, deseja-se encontrar o ponto máximo desta função
sujeito a {\displaystyle g(x,y)=c.}
O método consiste em introduzir uma variável nova ({\displaystyle \lambda ,} normalmente), chamada de multiplicador de Lagrange. A partir disso, estuda-se a função de Lagrange, assim definida:
{\displaystyle \Lambda (x,y,\lambda )=f(x,y)-\lambda \cdot {\Big (}g(x,y)-c{\Big )},}
Nesta função, o termo {\displaystyle \lambda } pode ser adicionado ou subtraído. Se {\displaystyle f(x,y)} é um ponto de máximo para o problema original, então existe um {\displaystyle \lambda } tal que {\displaystyle (x,y,\lambda )} é um ponto estacionário para a função lagrangiana, ou seja, existe um ponto para o qual as derivadas parciais de {\displaystyle \Lambda } são iguais a zero.
No entanto, nem todos os pontos estacionários permitem uma solução para o problema original. Portanto, o método dos multiplicadores de Lagrange garante uma condição necessária para a otimização em problemas de otimização com restrição.
O nome "multiplicador de Lagrange" é uma homenagem a Joseph Louis Lagrange.

## Definição
Considere uma função de {\displaystyle n} variáveis {\displaystyle f(x_{1},x_{2},...,x_{n})\quad }e {\displaystyle m} funções de restrição {\displaystyle g_{1}(x_{1},x_{2},...,x_{n})\quad ...\quad g_{m}(x_{1},x_{2},...,x_{n})}. Sejam estas funções deriváveis em primeira ordem com derivadas contínuas e que para qualquer ponto do domínio existe algum {\displaystyle i} para o qual {\displaystyle \nabla g_{i}(x)\neq 0}, se {\displaystyle f} tiver um extremo relativo dentro de suas restrições, este ponto ocorre em um ponto {\displaystyle P(x_{1}^{*},x_{2}^{*},...,x_{n}^{*}),} tal que {\displaystyle P} pertença a uma superfície de restrição de {\displaystyle f} na qual a seguinte condição seja satisfeita:
{\displaystyle \nabla f(x_{1}^{*},x_{2}^{*},...,x_{n}^{*})=\sum _{i=1}^{m}\lambda _{i}\nabla g_{i}(x_{1}^{*},x_{2}^{*},...,x_{n}^{*})}
{\displaystyle \lambda =(\lambda _{1},\lambda _{2},\ldots \,\lambda _{m})} são os multiplicadores de Lagrange.
A solução recai em resolver um sistema com {\displaystyle n+m} equações (as {\displaystyle n} equações obtidas pela diferenciação, e as {\displaystyle m} restrições {\displaystyle g_{i}}) e {\displaystyle n+m} incógnitas (a coordenada de {\displaystyle P} no espaço de {\displaystyle n} dimensões e os {\displaystyle m} multiplicadores de Lagrange).

## Utilização
O método de lagrange é empregado na resolução de problemas de Programação, é uma ferramenta importante em restrições de igualdade.

## Exemplo
A função potencial gravitacional em relação a um corpo celeste: {\displaystyle P(x,y,z)={\frac {-GM}{r}}} , onde {\displaystyle r=[(x-x_{i})^{2}+(y-y_{i})^{2}+(z-z_{i})^{2}]^{\frac {1}{2}}} e {\displaystyle (x_{i},y_{i},z_{i})} são as coordenadas do centro do corpo celeste.
O problema é: a uma dada distância da Terra e da Lua, ou seja, fixando-se os potenciais gravitacionais relativos a esses 2 corpos, deseja-se saber qual o ponto em que a energia potencial gravitacional gerada pela massa do Sol é máxima (ou mínima). 
A figura abaixo mostra a situação, onde os centros dos 3 corpos estão no plano da tela, As superfícies esféricas equipotenciais da Terra e da Lua aparecem como círculos no plano da tela. Sua intercessão é um círculo num plano normal à tela, que a cruza nos pontos {\displaystyle A} e {\displaystyle B}. Esses pontos são a solução do problema, pois um é o mais próximo e o outro é o mais distante do Sol, entre todo o conjunto de pontos desse círculo de intercessão das superfícies.

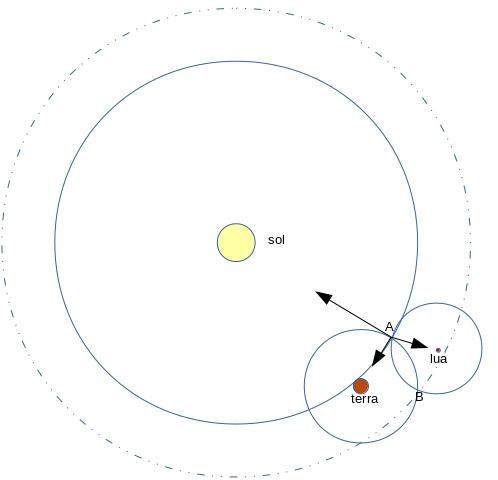

Qual a relação com os multiplicadores de Lagrange? Basta lembrar que a aceleração da gravidade é o gradiente do potencial gravitacional, e ela aponta para os centros dos corpos. Em geral, ao longo do círculo normal à tela, de intercessão entre as superfícies potenciais da Terra e Lua, esses vetores dirigidos respectivamente para o centro do Sol, da Terra e da Lua são linearmente independentes. Mas nos pontos {\displaystyle A} e {\displaystyle B} eles estão no mesmo plano, e um deles pode ser escrito como uma combinação linear dos outros.
Portanto pode-se escrever: {\displaystyle a_{s}=\lambda _{1}a_{t}+\lambda _{2}a_{l}} ou
```
                     

  

    

      

        
∇

        

          
P

          

            
s

          

        

        
(

        
x

        
,

        
y

        
,

        
z

        
)

        
=

        

          
∑

          

            
i

            
=

            
1

          

          

            
2

          

        

        

          
λ

          

            
i

          

        

        
∇

        

          
g

          

            
i

          

        

        
(

        
x

        
,

        
y

        
,

        
z

        
)

      

    

    
{\displaystyle \nabla P_{s}(x,y,z)=\sum _{i=1}^{2}\lambda _{i}\nabla g_{i}(x,y,z)}

  

```

onde: {\displaystyle g_{1}=P_{t}(x,y,z)-C_{1}} e {\displaystyle g_{2}=P_{l}(x,y,z)-C_{2}}
{\displaystyle P_{s}(x,y,z)} é o potencial gravitacional do Sol, {\displaystyle P_{t}(x,y,z)} é o da Terra e {\displaystyle P_{l}(z,y,z)} é o da Lua. Como a restrição são as superfícies equipotenciais, as funções {\displaystyle g_{i}} são zero para os pontos em que os potenciais são {\displaystyle C_{1}} e {\displaystyle C_{2}} respectivamente.